# Trundle Island
Trundle Island ist eine Insel im Archipel der Biscoe-Inseln westlich der Antarktischen Halbinsel. In der Gruppe der Pitt-Inseln liegt sie 1,5 km nordöstlich von Jingle Island.
Luftaufnahmen der Hunting Aerosurveys Ltd. aus dem Jahr 1956 dienten dem Falkland Islands Dependencies Survey der Kartierung. Das UK Antarctic Place-Names Committee benannte sie 1959 nach Mr. Trundle, einer Figur aus dem Fortsetzungsroman Die Pickwickier (1836–1837) des britischen Schriftstellers Charles Dickens.